# Bolni Habsburžani: Bolezni in počutje vladarske rodbine
‎Bolni Habsburžani: Bolezni in počutje vladarske rodbine (izvirni nemški naslov Die kranken Habsburger: Befunde und Befindlichkeiten einer Herrscherdynastie) je zgodovinska monografija, delo avtorja Hansa Bankla, ki je bilo prvič izdano leta 1998. V slovenščino sta jo prevedli Jakobina Slapar in Marjeta Kočevar; izšla je leta 2004 pri Znanstvenem društvu za zgodovino zdravstvene kulture Slovenije.
Avtor je ugledni patolog, ki se ukvarja s preučevanjem zgodovinskih poročil o zdravstvenem stanju pomembnejših zgodovinskih osebnosti Evrope. Pričujoča knjiga se ukvarja z zdravjem Habsburžanov, vzrokih za tako zdravje in posledicah pri vladanju.